# Майк Талассітіс
Майкл Талассітіс (англ. Mike Thalassitis / грец. Μάικ Θαλασσίτης; нар. 19 січня 1993, Едмонтон, Лондон, Англія — пом. 16 березня 2019, Едмонтон, Лондон, Англія) — англійський та кіпріотський футболіст, нападник. По завершенні кар'єри — телеведучий. Відомий своєю появою в третій серії реаліті-серіалу ITV2 «Острів кохання» і четвертій серії E4 про побачення «Знаменитості йдуть на побачення».
Талассітіс підписав професіональний 2-річний контракт зі «Стівенідж» у травні 2011 року, приєднавшись до клубного Центру передового досвіду напередодні старту сезону 2010/11 року, одразу після виходу клубу до Футбольної ліги. У серпні 2011 року дебютував у першій команді вище вказаного клубу. Через два місяці відправився в оренду до команди Південної Конференції «Борегем Вуд», а в січні 2012 року повернувшись до свого рідного клубу. Через місяць його знову віддали в оренду, до «Геєс-енд-Їдінг Юнайтед» на один місяць. У вересні 2013 років відданий в короткострокову оренду «Кембридж Юнайтед», а через два місяці перейшов в оренду у «Бішопс Стортфорд». Потім провів решту сезону в оренді в «Борегем Вуд», що стало його другою орендою у вище вказаний клуб. Напередодні сезону 2013/14 років відправився в 1-річну оренду до «Еббсфліт Юнайтед». У 2017 році з'явився в реаліті-серіалі ITV2 «Острів кохання». У грудні того ж року завершив футбольну кар'єру.
У березні 2019 року Талассітіса знайшли мертвим у віці 26 років у парку в Північному Лондоні.

## Клубна кар'єра

### «Стівенідж»
Напередодні старту сезону 2010/11 років приєднався до молодіжної академії «Стівеніджа». Відзначився 17-ма голами у 26 поєдинках за команду U-18 у своєму першому сезоні за клуб. Завдяки хорошій ігровій формі протягом сезону, 18 травня 2011 року отримав 2-річний професіональний контракт з клубом. Це означало, що Талассітіс став першим гравцем, який підписав професіональну угоду з клубом із Центру передового досвіду, який був «спішно сформований» після виходу клубу до Футбольної ліги. Майк дебютував за «Стівенідж»27 серпня 2011 року у програному (0:1) виїзному поєдинку проти «Мілтон-Кінз Донз», в якому вийшов на заміну на 63-й хвилині. Під час поєдинку зробив «потужний матч, змусивши голкіпера Девіда Мартіна перекинути свої зусилля з краю штрафної під штангу», а також упустив шанс відновити паритет у компенсований час.
У жовтні 2011 року Талассітіс відправився в одномісячну оренду до клубу Південної конференції «Борегем Вуд». Дебютував за новий клуб вже наступного дня, в переможному (3:1) домашньому поєдинку проти «Дартфорда», в якому на 17-й хвилині відзначився голом. На початку місячного терміну оренди Талассіт провів за клуб п'ять матчів у чемпіонаті, в яких «Борем Вуд» здобув п'ять перемог поспіль — propelling them from twentieth place to eighth in the Conference South standings. — піднявши їх з двадцятого місця на восьме в турнірній таблиці Південної конференції. 9 листопада 2011 року орендну угоду продовжили ще на один місяць. Через три дні, 12 листопада, Талассітіс відзначився хет-триком у шостій поспіль перемозі «Борема Вуд» в чемпіонаті, завдяки чому його клуб здобув домашню перемогу (4:2) над «Дувр Атлетік». Відзначився п'ятьма голами у 12-ти матчах за «Борегем Вуд», 4 січня 2012 року повернувся до свого батьківського клубу. Вдруге протягом сезону віддали в оренду 17 лютого 2012 року, приєднався до команди Національної ліги «Геєс-енд-Їдінг Юнайтед». Дебютував за новий клуб наступного дня, коли відзначився голом у додатковий час програного (1:4) поєдинку проти «Рексема». Три дні по тому відзначився єдиним голом у переможному (1:0) поєдинку чемпіонату «Бат Сіті», в якому закинув м'яч «за комірець» Стіву Арнодьда. Відзначився ще одним голом за «Геєс-енд-Їдінг Юнайтед», відзначився голом у переможному (3:1) виїзному поєдинку проти «Форест Грін Роверз», зіграв п'ять матчів протягом місячного терміну оренди. 22 березня повернувся до «Стівеніджа» і ще двічі виходив на заміну за клуб в останніх турах сезону.
Талассіт вперше виходив на поле в сезоні 2012/1 року в першому турі сезону «Стівеніджа», вийшовши на заміну у другому таймі в переможному (3:1) домашньому поєдинку Кубку ліги проти «Вімблдона». Першим голом за «Стівенідж» відзначився у компенсований час 28 серпня 2012 року у наступному раунду турніру, в програному (1:4) поєдинку проти клубу Прем'єр-ліги «Саутгемптона». Через місяць «Стівенідж» оголосив, що Талассітіс підписав 3-річний контракт, а також продовжив на місяць орендну угоду з представником Національної конференції «Кембридж Юнайтед». Під час короткої оренди Талассітіс зіграв лише двічі, в обох випадках виходив на заміну. У листопаді 2012 року відправився в 1-місячну оренду, вчетверте в кар’єрі, коли приєднався до «Бішопс Стортфорд» з Південної конференції. Згодом оренду прдовжили до січня 2013 року, у всіх змаганнях протягом двомісячного періоду провів вісім матчів. Майже відразу після свого повернення зі «Стортфорд» майже відразу відданий в оренду, приєднавшись до «Борегем Вуд» до кінця сезону 2012/13 років. 28 січня 2013 року під час свого другого періоду перебування у клубі, відзначився першим голом у переможному (3:0) поєдинку проти «Геєс-енд-Їдінг». Талассітіс відзначився 7-ма голами у 19 матчах під час своєї другої оренди у «Борегем Вуд», повернувся у «Стівенідж» наприкінці сезону.
Напередодні старту сезону 2013/14 років відданий в оренду на 1 сезону до представника Південної конференції «Еббсфліт Юнайтед».
17 травня 2014 року «Стівенідж» розірвав угоду з Майком Талассітісом.

### Нижчолігові клуби
30 жовтня 2015 року, після відходу зі «Бішопс Стортфорд», приєднався до «Челмсфорд Сіті». 5 грудня 2015 року Талассітіс відзначився першим голом за «Кларет» у програному поєдинку проти «Госпорт Боро». 2 січня 2016 року пішов з клубу та приєднався до «Конкорд Ренджерс». Менш ніж через місяць після переходу в «Конкорд», 29 січня 2016 року підписав контракт з «Сент-Олбанс Сіті».
27 травня 2016 року перейшов із «Сент-Олбанс-Сіті» до «Маргата». 26 жовтня 2016 року приєднався до «Гемел Гемстід Таун». 28 лютого 2017 року підсилив «Гемел Гемстід Таун».

## Кар'єра в збірній
У грудні 2011 року викликаний на триденний тренувальний табір до юнацької збірної Кіпру (U-19), а в березні 2012 року викликаний представляти команду U-19. Провів два матчі за вище вказану команду, в обох випадках проти юнацьку збірну Грузії (U-19).
У травні 2012 року викликаний на два матчі юнацької збірної Кіпру U-19 проти Естонії, причому обидва матчі відбулися протягом трьох днів. У першому матчі зіграв 75 хвилин (програному з рахунком 0:1); а потім відіграв 60 хвилин наступного матчу, який завершився з рахунком 0:0. Після того, як справив враження на Кіпрі, отримав виклик до команди U-21, щоб поїхати до Данії для участі в еліт-раунді кваліфікації юнацького чемпіонату Європи 2019 в Данії. Розпочав три матчі в стартовому складі, оскільки Кіпр фінішував на останньому місці у своїй групі.
У травні 2014 року вперше викликаний до збірної Кіпру на виїзний товариський матч з Японією. Однак він не зміг поїхати до національної команди через розрив передньої хрестоподібної зв'язки під час останньої гри сезону під час оренди.

## Поза футболом
29 травня 2017 року Талассітіс оголошений як частина акторського складу третьої серії реаліті-шоу Острів кохання. Хоча серіал розпочався 5 червня 2017 року, Майк не заходив на віллу до 15 червня 2017 року. Менеджер «Маргат» Стівен Ватт в інтерв'ю зазначив, що він «розчарований» тим, що Талассіт не сказав йому, що збирається бути частиною шоу. Талассітіс отримав прізвисько «Муггі Майк» від учасника Кріса Г'юза після того, як він вирішив об'єднатися з любовним інтересом Х'юза під час щотижневої зустрічі. Майк та його обраниця Джессіка Ширс разом зі своїми відповідними партнерами Олівією Еттвуд та Домом Левером опинилися серед трьох пар, які отримали найменше голосів за Улюблену пару серед глядачів, і в підсумку Талассітіс та Ширс вивезені з острова.
У 2018 році Майк приєднався до четвертої серії «Зірки йдуть на побачення».

## Смерть
16 березня 2019 року офіційно підтвердив, що напередодні Талассітіса знайшли мертвим. Його тіло знайшли повішеним у парку в Едмонтоні, Північний Лондон. 5 червня 2019 року коронерський суд Північного Лондона дійшов висновку, що причиною смерті футболіста стало самогубство.

## Статистика виступів

### Клубна
Станом на 14 September 2013.
| Клуб                              | Сезон             | Ліга[A] | Ліга[A] | Кубок Англії | Кубок Англії | Кубок ліги | Кубок ліги | Інші[B] | Інші[B] | Загалом | Загалом |
| Клуб                              | Сезон             | Матчі   | Голи    | Матчі        | Голи         | Матчі      | Голи       | Матчі   | Голи    | Матчі   | Голи    |
| --------------------------------- | ----------------- | ------- | ------- | ------------ | ------------ | ---------- | ---------- | ------- | ------- | ------- | ------- |
| «Стівенідж»                       | 2011–12           | 3       | 0       | 0            | 0            | 0          | 0          | 0       | 0       | 3       | 0       |
| «Стівенідж»                       | 2012–13           | 2       | 0       | 0            | 0            | 2          | 1          | 0       | 0       | 4       | 1       |
| «Стівенідж»                       | Загалом           | 5       | 0       | 0            | 0            | 2          | 1          | 0       | 0       | 7       | 1       |
| «Борегем Вуд» (оренда)            | 2011–12           | 11      | 5       | 0            | 0            | 0          | 0          | 1       | 0       | 12      | 5       |
| «Геєс-енд-Їдінг Юнайтед» (оренда) | 2011–12           | 5       | 3       | 0            | 0            | 0          | 0          | 0       | 0       | 5       | 3       |
| «Кембридж Юнайтед» (оренда)       | 2012–13           | 2       | 0       | 0            | 0            | 0          | 0          | 0       | 0       | 2       | 0       |
| «Бішопс Стортфорд» (оренда)       | 2012–13           | 7       | 0       | 0            | 0            | 0          | 0          | 1       | 0       | 8       | 0       |
| «Борегем Вуд» (оренда)            | 2012–13           | 19      | 7       | 0            | 0            | 0          | 0          | 0       | 0       | 19      | 7       |
| «Еббсфліт Юнайтед» (оренда)       | 2013–14           | 6       | 2       | 0            | 0            | 0          | 0          | 0       | 0       | 6       | 2       |
| «Еббсфліт Юнайтед» (оренда)       | Загалом           | 50      | 17      | 0            | 0            | 0          | 0          | 2       | 0       | 52      | 17      |
| Усього за кар'єру                 | Усього за кар'єру | 55      | 17      | 0            | 0            | 2          | 1          | 2       | 0       | 59      | 18      |

A. ↑  Колонка «Ліга» містить матчі та голи (включаючи ті, що вийшли на заміну) у Футбольній лізі та Футбольній конференції.
B. ↑  Колонка «Інше» містить матчі та голи (включаючи ті, що вийшли на заміну) у Трофеї ФА і Трофеї Футбольної ліги.